# 帕尼什瓦尔·雷奴
帕尼什瓦尔·那特·雷奴（英語：Phanishwar Nath Renu，1921年3月4日—1977年4月11日），是印度印地语作家，他的作品被认为是继普列姆昌德之后的又一里程碑。

## 作品
- 《Maila Anchal》
- 《Parti Parikatha》
- 《Juloos》
- 《Krishay ki Kahani》
- 《Kitne Chaurahe》
- 《Paltu Babu Road》
- 《Is Jal Pralay Main》